# Carpe diem

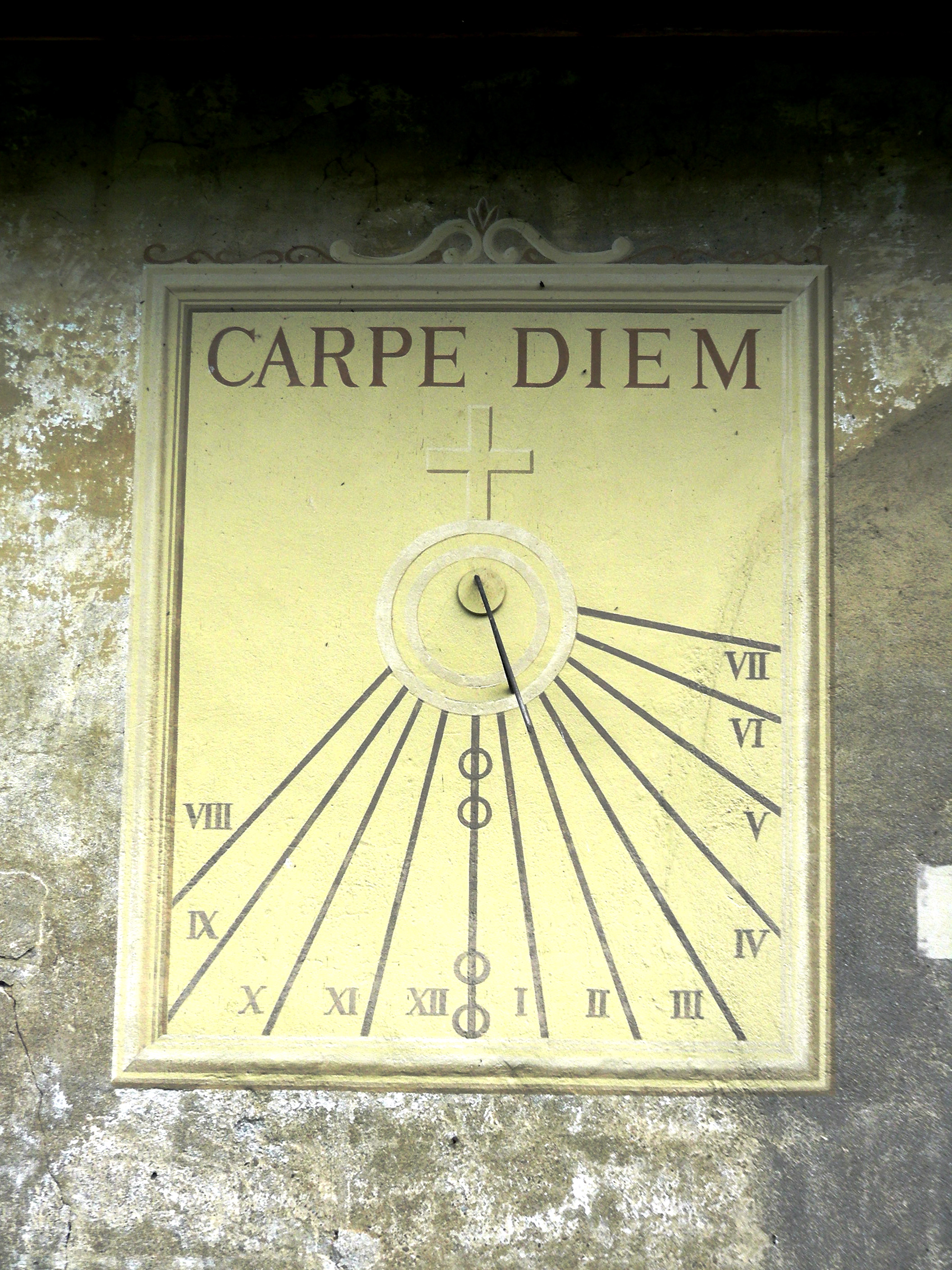
Carpe diem.

Carpe diem és una expressió provinent del llatí que significa "aprofita el dia". És un tema recurrent en la literatura occidental com a exhortació a no deixar passar el temps que se'ns ha brindat, o a gaudir dels plaers de la vida i deixar de costat el futur, que és incert. Té una especial importància al Renaixement, Barroc i Romanticisme.Així mateix, es pot traduir com "aprofita el moment" o "viu el moment", és a dir, aprofita l'oportunitat i no esperis a demà, perquè pot passar que demà l'oportunitat ja no existeixi. El seu significat va anar variant des de “aprofita la vida que són dos dies” fins a “aprofita les teves capacitats que la vellesa tot ho encalça”.
És un dels Tòpics horacians, ja que va ser el poeta llatí Horaci qui va utilitzar per primera vegada aquesta expressió a l'Oda 1,11: "Carpe diem quam minimum credula postero" ("aprofita el dia, no confiïs en el demà"). En aquest poema d'Horaci, el poeta al·ludeix a Leucònoe, filla de Neptú i Telmiste, a qui aconsella despreocupar-se de la vida i divertir-se amb el present sense tenir por del que pot esdevenir en el futur.

## Expressions en llatí relacionades
La frase Collige, virgo, rosas […] ("cull, noia, les roses") apareix a la part final del poema De rosis nascentibus (també anomenat Idyllium de rosis), atribuït a Ausoni o a Virgili. Anima els joves a gaudir de la vida abans que no sigui massa tard.
Relacionada però diferent és l'expressió memento mori ("recorda que ets mortal"). Dos elements principals de memento mori són la humilitat i el penediment, cap dels quals ocupa un lloc destacat en el concepte de Carpe diem. Així, les dues frases també poden representar una oposició a la visió del món: Carpe diem representaria despreocupació, ple de vida, i Memento mori humilitat, humil existència, encara que aquest no és l'ús original de la frase d'Horaci.
De la mateixa manera, ubi sunt ("On són ells ara?") invoca la transitorietat i la meditació sobre la mort, però no és una exhortació a l'acció.
De brevitate vitae ("Sobre la brevetat de la vida"), sovint anomenat Gaudeamus igitur ("Alegrem-nos"), és una popular cançó commercium, en la consideració de l'alegria de la vida estudiantil i el coneixement que es morirà algun dia. Està escrita en llatí medieval, i data de 1287.
Horaci parodia la frase en un altre dels seus poemes, "El ratolí de camp i el ratolí de ciutat". Utilitza el "carpe viam" en la frase que vol dir "prendre el camí" per comparar les dues actituds diferents a la vida de dues persones (o en aquest cas, dos ratolins) que viuen una en una ciutat i l'altra al camp.

## Tradició literària del tòpic

### Literatura catalana
Nombrosos autors s'han inspirat en aquesta oda horaciana a l'hora de compondre les seves obres. La influència d'aquest tòpic també es percep en la literatura catalana. Joan Salvat-Papasseit, per exemple, va compondre «Mester d'Amor» sota la influència d'aquest motiu:
"Quan besis, beu, curi el veire el temor:
besa en el coll, la més bella contrada.
Deixa't besar
i si et quedava enyor
besa de nou, que la vida és comptada."

Carpe diem va marcar tendència especialment en la literatura catalana barroca en autors com ara Francesc Vicent Garcia o Francesc Fontanella.

### Literatura espanyola
En la literatura castellana trobem diferents mostres del llegat d'Horaci. Un dels exemples més representatius és el Soneto XXIII de Garcilaso de la Vega:

"Coged de vuestra alegre primavera
el dulce fruto antes que el tiempo airado
cubra de nieve la hermosa cumbre.”
També altres grans autors com ara Luis de Góngora a «Mientras por competir con tus cabellos...» o Antonio Machado a «Caminante, son tus huellas» es van inspirar en Horaci per escriure les seves obres.

### Literatura anglesa
Horaci ha estat sempre present al llarg de la literatura anglesa, des de la literatura Isabelina fins al segle XX tot passant pel Romanticisme anglès on va rebre el seu màxim resplendor. Robert Herrick, un poeta del segle xvii, va dedicar uns versos del seu poema «To the Virgins, To Make Much of Time» a expressar aquest tòpic.
“Gather ye rosebuds while ye may,
Old time is still a-flying :
And this same flower that smiles to-day
To-morrow will be dying”
També Andrew Marvell es va inspirar en Horaci per a compondre diversos poemes d'entre els quals «To His Coy Mistress», o així mateix el romàntic William Blake uns segles més tard amb «Ah Sun-flower».

## Cultura popular
La frase "Carpe diem! Aprofita el dia! Fes que la teva vida sigui extraordinària!" de la pel·lícula Dead Poets Society (1989), protagonitzada per Robin Williams.
La frase va ser utilitzada pel personatge Will (Simon Bird) a la sèrie de televisió britànica Inbetweeners.